# Aleksiej Trilisski
Aleksiej Łukicz Trilisski, Ołeksa (Ołeksij) Łukycz Trylisski (ros. Алексей Лукич Трилисский, ukr. Оле́кса (Олексій) Лукич Триліський, ur. 1892 w Dubrowicy w guberni wołyńskiej, zm. 25 listopada 1937) - polityk Ukraińskiej SRR, członek KC KP(b)U (1927-1937), ludowy komisarz rolnictwa Ukraińskiej SRR (1932).
Od maja 1918 w RKP(b), od marca 1927 do 1928 przewodniczący Komitetu Wykonawczego Rady Okręgowej w Odessie, od 29 listopada 1927 do 4 lipca 1937 członek KC KP(b)U. Od 25 stycznia 1930 do lutego 1932 zastępca ludowego komisarza, a od lutego do 16 października 1932 ludowy komisarz rolnictwa Ukraińskiej SRR. Od października 1932 do 1937 przewodniczący Komitetu Wykonawczego Rady Obwodowej w Winnicy. 20 grudnia 1935 odznaczony Orderem Lenina. W lipcu 1937 aresztowany, następnie rozstrzelany.